# Le Soir volé
Le Soir « volé » est le surnom du journal Le Soir (toujours officiellement appelé ainsi) durant l'occupation allemande de la Belgique. Il lui est donné en raison du contenu favorable à la collaboration et à la propagande nazie diffusé par le journal.
Quelques jours après l'invasion allemande, Le Soir cesse de paraître. Il est relancé, contre la volonté des propriétaires (famille Rossel), par un groupe de collaborateurs (Horace Van Offel, Raymond De Becker). Il est donc censuré par l'occupant pour correspondre aux valeurs de l'Ordre nouveau. Alors que le quotidien Le Soir se revendique dès sa naissance comme étant un journal avec une ligne éditoriale neutre et sans couleur politique, la montée des fascismes et l’arrivée de l’Allemagne nazie en Belgique ont raison de cette neutralité.

## Opposition du Soir aux mouvements fascistes
En décembre 1935, avec la mort de Victor Rossel, Lucien Fuss devient le nouveau directeur du journal. Le Soir s’engage de manière assez forte contre le mouvement rexiste qui prend de l’ampleur en Belgique. Le quotidien est d’ailleurs attaqué par Léon Degrelle lorsqu’il accuse Rex, le mouvement politique de Degrelle, d’être financé par l’Allemagne d’Hitler. Alors que les tensions montent en Europe avec l’apparition des fascismes, la direction du Soir prévoit d’implanter deux rédactions pour garder son indépendance : une à Bruxelles avec à sa tête le lieutenant-colonel Tasnier et une autre sur le littoral belge.
Cependant, l’avancée allemande se fait si rapidement que Bruxelles est prise par les allemands le 10 mai et que la rédaction n'a pas le temps de s’organiser comme elle l’aurait désiré. C’est donc une partie de la rédaction qui reste bien avec Tasnier à Bruxelles tandis qu’une autre partie s’enfuit en France. Ils espèrent de cette manière garder leur indépendance et fournir d’autres publications mais le dernier numéro paraît le 18 mai 1940.

## Un journal de collaboration durant l'occupation allemande
Le journal Le Soir peut être classé dans la liste des journaux faisant partie de la presse de collaboration durant la Seconde Guerre mondiale. Le quotidien est alors surnommé Le Soir « volé ». En effet, dès l’automne 1940, l’occupant met en place un grand nombre de mesures pour réguler au mieux les quotidiens comme Le Soir. Tout d’abord, un processus de censure après rédaction du journal se développe. Ensuite, les Allemands contrôlent le secteur de la distribution du papier et de l’imprimerie. Le cas du Soir est particulier, il fait partie des journaux « volés » au sein desquels l’occupant place des administrateurs favorables au régime allemand alors que l’ancienne rédaction s’est réfugiée en France. La famille Rossel a pourtant demandé de pouvoir éditer à nouveau le journal et présente ses revendications mais les Allemands refusent.

### Remaniements à la tête du journal
Le 13 juin 1940, le quotidien apparait à nouveau mais la tête de la rédaction a complètement changé. La direction est revenue à Xavier Mauromati qui nomme Horace Van Offel rédacteur en chef ; ce dernier est remplacé en janvier 1941 par Raymond De Becker. En août 1940, Mauromati se voit démis de ses fonctions par les Allemands. De Becker exerce dès lors une double fonction au sein du quotidien : il est à la fois directeur et rédacteur en chef. De Becker est à la tête de ce qui est le plus grand quotidien bruxellois volé. Partisan avoué du nazisme, il a comme idéal politique une adaptation du nazisme en Belgique. Il glorifie l’esthétisme de la vie dans le régime nazi comme d’autres de sa génération. Avec sa nouvelle position, De Becker donne une ligne éditoriale belgiciste au journal. Le Soir compte alors en son sein 25 rédacteurs qui y travaillent à temps plein. Aucun de ceux-ci ne faisaient partie de l’ancienne rédaction.

### Conditions de parution du journal sous l'occupation
Le Soir « volé » tire à plus de 200 000 exemplaires jusqu’en 1943 avec régulièrement des articles à caractère antisémite. Ce chiffre peut paraître surprenant pour un quotidien volé et qui plus est, diffusé en temps de guerre. Il s’explique par deux raisons : la première est le fait que le nom du journal reste inchangé et trompe beaucoup de lecteurs. La seconde raison est la disparition de 12 journaux francophones à Bruxelles durant l’occupation allemande. Le journal paraît tous les jours du lundi au vendredi et a une édition le week-end pour le samedi et le dimanche. Concernant les pages du journal, elles ont une longueur de 61 cm pour une largeur de 44 cm (soit une aire totale de 2 684 cm2). Le nombre de pages varie entre 6 et 12 pages dans la période du sujet.